# QVISION
QVISION（キュービジョン）は、映像作家翁長裕が発明した立体映像表示装置。

## 概要
ビデオプロジェクターを用いて映し出された球体映像の中心部に、 さらに別の球体映像が浮かび上がって見える立体映像装置。メインスクリーンの表面反射を利用することで、2重構造の球体映像を手軽に楽しむことができる。 特別なアダプターは何一つ必要なく、スクリーンの周り水平360度で同等の視覚効果が得られるため、複数人数での観賞が可能。ビデオプロジェクターの特性上、スクリーンサイズの制限がなく、あらゆる大きさに対応可能。

## QVISIONシリーズ
- QVISION Ⅰ 上下2方向から映像を投射するタイプ。2種類の球体映像を映し出すことが可能。
- QVISION Ⅱ ビデオプロジェクターを1台使用するタイプ。片方のドームスクリーンの代わりに鏡を用いた、コストパフォーマンスに優れた方式。投影できるのは1種類の映像だが、鏡による反射映像のみならず、それを支える透明チューブの反射映像も加わるため、オリジナル映像が万華鏡のような複雑な形に変化する。
- QVISION Ⅲ QVISION Ⅱをコンパクトにしたタイプ。プライベートユースや、その他の小規模な使用に向いている。 なお天板にハーフミラーを用いているため、上部からの観賞も可能。
- QVISION Ⅳ QVISION Ⅲを超小型プロジェクターを使用することで、さらにコンパクトにしたタイプ。 取り回しが良いため、身の回りでのあらゆる使用に適している。

## 特許
- 日本  特許第3921205号
- 米国  US 7,229,176 B2
- 中国  ZL 2004 1 0064406.2
- 台湾  撥明第 Ⅰ 292077 号